# Conferencia Episcopal de El Salvador
La Conferencia Episcopal de El Salvador, es una institución católica conformada por todos los obispos que ejercen una labor pastoral en el país de El Salvador.

## Historia
La historia como Provincia Eclesiástica se divide en dos partes.
La primera, la historia de la diócesis de San Salvador, como parte de la Provincia Eclesiástica de Guatemala, desde 1842 a 1913.
La segunda, desde la elevación a Arquidiócesis de San Salvador y la creación de las diócesis de Santa Ana y San Miguel, y por lo tanto, la creación del Provincia Eclesiástica del Divino Salvador del Mundo por el Papa Gregorio XVI erigió la Diócesis del Divino Salvador, segregando el territorio de la República de El Salvador del de la Arquidiócesis de Guatemala, por Bula del 28 de septiembre de 1842, constituyéndose en Diócesis sufragánea de la Arquidiócesis de Guatemala.

## Integrantes
La Conferencia Episcopal está integrada por el Arzobispo de San Salvador y los obispo de las Diócesis Sufragáneas., que son las siguientes:

### Arzobispos
| Arquidiócesis   | Arzobispo                                                                                 | Imagen | Tiempo que le queda en el cargo | Antecesor                                                                                  | Preantecesor                                                                                    |
| --------------- | ----------------------------------------------------------------------------------------- | ------ | ------------------------------- | ------------------------------------------------------------------------------------------ | ----------------------------------------------------------------------------------------------- |
| 'San Salvador'  | Excmo. Mons. José Luis Escobar Alas anterior Obispo de San Vicente(2009) S.D              |        | 10 años (2034)                  | Excmo. Mons. Fernando Saez Lacalle P.O.D.(1995-2008) Anterior Obispo Auxiliar De Santa Ana | Excmo. Mons. Jeronimo Arturo Rivera Damas S.D.B anterior Obispo de Santiago de Maria(1981-1994) |
| Obispo Auxiliar | Exmo. Mons. Oscar Álvarez Orellana anterior Sacerdote diocesano y Rector del SMSJM (2024) |        | 13 años (2037)                  | Enmo. Sr. Card, José Gregorio Rosa Chavez S.D.(1982-2022)                                  | Excmo. Mons. Jeronimo Arturo Rivera Damas S.D.B (1960-1977).                                    |

### Obispos
|                   | Diócesis          | Obispo                                                                                          |  | Tiempo que le queda en el cargo | Antecesor                                                                                     | Preantecesor                                                                                         |
| ----------------- | ----------------- | ----------------------------------------------------------------------------------------------- |  | ------------------------------- | --------------------------------------------------------------------------------------------- | --- |
| 1                 | Chalatenango      | Excmo. Mons. Oswaldo Estéfano Escobar Aguilar O.D.C (2016) anterior Sacerdote Religioso         |  | 19 años (2043)                  | Excmo. Mons. Luis Morao Andreazza O.F.M anterior Obispo auxiliar de Santa Ana(2007-2016)      | Excmo. Mons.Eduardo Antonio Alas Alfaro S.D (1987-2007)                                              |
| 2                 | San Miguel        | Excmo. Mons. Fabio Reynaldo Colindres Abarca Obispo anterior del Ordinariato miltar(2017)       |  | 12 años (2036)                  | Excmo. Mons. Miguel Ángel Morán Aquino S.D.(2000-2016)                                        | Excmo. Mons. Romeo Tobar Astorga O.F.M.Obispo Abjunto anterior Obispo de Zacatecoluca(1997-1999)     |
| 3                 | Santa Ana         | Excmo. Mons. Miguel Ángel Morán Aquino Anterior Obispo de San Miguel.(2016)                     |  | 6 años (2030)                   | Excmo. Mons. Romeo Tobar Astorga O.F.M anterior Obispo Abjunto de San Miguel(1999-2016)       | Excmo. Mons. Marco René Revelo Contreras S.D (1981-1998)                                             |
| 4                 | Santiago de María | Excmo. Mons. William Ernesto Iraheta Rivera (2016) anterior Sacerdote Diocesano                 |  | 13 años (2037)                  | Excmo.Mons.Rodrigo Orlando Cabrera Cuellar S.D(1983-2016                                      | Excmo. Mons. Jeronimo Arturo Rivera Damas S.D.B.anterior Obispo auxiliar de San Salvador (1977-1983) |
| 5                 | San Vicente       | Excmo. Mons. José Elías Rauda Gutiérrez O.F.M Anterior Obispo Auxiliar de Santa Ana(2009)       |  | 13 años (2037)                  | Excmo. Mons. José Luis Escobar Alas S.C.D Anterior Obispo Auxiliar de San Vicente (2005-2008) | Excmo. Mons.José Oscar Barahona Castillo Anterior Obispo Auxiliar de San Vicente S.D.(1983-2005)     |
| 6                 | Sonsonate         | Excmo. Mons. Constantino Barrera Morales.(2012) anterior sacerdote diocesano y Rector del SMSJM |  | 14 años (2038)                  | Excmo. Mons. Fabio Reynaldo Colindres Abarca Obispo administrador apostolico(2011-2012)       | Excmo. Mons. José Adolfo Mojica Morales S.D.(1989-2011)                                              |
| 7                 | Zacatecoluca      | Excmo. Mons. Elías Samuel Bolaños AvelarS.D.B.(1998) anterior Sacerdote Salesiano               |  | 2 años (2026)                   | Excmo. Mons. Romeo Tobar Astorga O.F.M.(1987-1996)                                            | \| Fecha de erección \| 5 de mayo de 1987 \| 5 de mayo de 1987 \|                                    |
| Fecha de erección | 5 de mayo de 1987 | 5 de mayo de 1987                                                                               |  |                                 |                                                                                               | |

### Ordinariato Militar
| Ordinariato Militar y Obispado Castrense | Obispo                                         | Imagen | Tiempo que le queda en el cargo | Antecesor                                                             | Preantecesor | Antecesor primero                                                           |
| ---------------------------------------- | ---------------------------------------------- | ------ | ------------------------------- | --------------------------------------------------------------------- | --- | --------------------------------------------------------------------------- |
| Ordinariato Militar del Salvador         | Excmo.Mons. Reynaldo Sorto Martinez S.D (2024) |        | 18 años (2042)                  | Pbro. Francisco Javier Morán S.D. (2020-2024) Administrador Diocesano | Excmo. Mons. Fabio Reynaldo Colindres Abarca S.D. Administrador diocesano(2003-2008) Obispo ordinario.(2008-2017) Administrador Apostolico.(2017-2020) | Excmo. Mons. Luis Morao Andreazza O.F.M (1997-2003) Administrador Diocesano |

### Obispos eméritos
Todo Obispo diocesano que haya cumplido setenta y cinco años de edad debe presentar la renuncia de su oficio al sumo pontífice, el mismo tendrá en cuenta si la acepta o no, otra manera de ser emérito es por enfermedad u otra causa grave quedase disminuida su capacidad para desempeñar el gobierno de la Diócesis.
|   | Arquidiócesis/Diócesis                            | Obispo                                           | Imagen |
| - | ------------------------------------------------- | ------------------------------------------------ | ------ |
| 1 | Arquidiócesis de San Salvador (Obispo Auxiliar)   | Enmo. Sr. Card, José Gregorio Rosa Chavez (2022) |        |
| 2 | Diócesis de Chalatenango (Obispo de Chalatenango) | Excmo. Mons. Luis Morao Andreazza (2016)         |        |
| 3 | Diócesis de Santa Ana (Obispo de Santa Ana)       | Excmo. Mons. Romeo Tobar Astorga (2016)          |        |
| 4 |                                                   |                                                  |        |
| 5 |                                                   |                                                  |        |

### Obispos fallecidos
Obispos antecesores de los actuales obispos de El Salvador
|                               | Cargo                                                                    | Obispo                                                    | Imagen |
| ----------------------------- | ------------------------------------------------------------------------ | --------------------------------------------------------- | ------ |
| ARQUIDIOCESIS DE SAN SALVADOR |                                                                          |                                                           |        |
| 1                             | Arzobispo de San Salvador y Azobispo Emerito                             | Excmo. Mons. Luis Chavez Gonzales (1987)                  |        |
| 2                             | Obispo Auxiliar y Arzobispo de San Salvador                              | San Oscar Arnulfo Romero Galdamez(1980)                   |        |
| 3                             | Obispo Auxiliar y Arzobispo De San Salvador                              | Excmo. Mons. Jeronimo Arturo Rivera Damas(1994)           |        |
| 4                             | Arzobispo de San Salvador y Arzobispo Emerito                            | Excmo. Mons. Fernando Saez Lacalle( Abril 2022)           |        |
| DIOCESIS DE SONSONATE         |                                                                          |                                                           |        |
| 5                             | Obispo de Sonsonate y Obispo Emerito                                     | Excmo. Mons. José Adolfo Mojica Morales(2012)             |        |
| DIOCESIS DE SANTIAGO DE MARÍA |                                                                          |                                                           |        |
| 6                             | Obispo de Santiago de María, Obispo Auxiliar y Arzobispo De San Salvador | San Oscar Arnulfo Romero Galdamez(1980)                   |        |
| 7                             | Obispo de Santiago de María, Obispo Auxiliar y Arzobispo De San Salvador | Excmo. Mons, Jeronimo Arturo Rivera Damas(1994)           |        |
| 7                             | Obispo de Santiago de María y Obispo Emerito                             | Excmo. Mons.Rodrigo Orlando Cabrera(Junio 2022)           |        |
| DIOCESIS DE CHALATENANGO      |                                                                          |                                                           |        |
| 8                             | Obispo de Chalatenago y Obispo Emerito                                   | Excmo. Mons.Eduardo Antonio Alas Alfaro(2020)             |        |
| DIOCESIS DE SAN VICENTE       |                                                                          |                                                           |        |
| 9                             | Obispo de San Vicente y Obispo Emerito                                   | Excmo. Mons José Oscar Barahona Castillo (2016)           |        |
| DIOCESIS DE SANTA ANA         |                                                                          |                                                           |        |
| 10                            | Obispo de Santa Ana, Obispo auxiliar de San Salvador y Obispo Emerito    | Excmo. Mons. Marco René Revelo Contreras(Septiembre 2000) |        |
| DIOCESIS DE SAN MIGUEL        |                                                                          |                                                           |        |
| 11                            | Obispo de San Miguel ,Administrador apostólico del O.M. y Obispo Emerito | Excmo. Mons. José Eduardo Álvarez (Octubre 2000)          |        |